# Chaos Theory – Splinter Cell 3 Soundtrack
A Chaos Theory - Splinter Cell 3 a Ubisoft videójáték-kiadó cég 2005-ben, egy Splinter Cell nevezetű játék harmadik részét adta ki. Egy évvel azelőtt szerződtették az ifjú zenészt, Amon Tobint, aki nagyon alkalmasnak tűnt a játék zenéjének elkészítésére.
Tobin nagyon szeret különleges "samplereket" használni és ötleteket gyűjteni filmek zenéjéből. Ez most sem történt ez másképp. Ezenkívül ismert zenészeket is felkért, hogy hangszereikkel színesítsék Amon munkáját: A mexikói Nacho Mendez, a japán származású Eiji Miyake (és még sokan mások) elfogadták a felkérést és így Tobinnak sikerült körülvennie magát egy kész zenekarral. A zenéket azért természetesen ő írta és rendezte. 6-7 hónapig tartott míg a zeneszámok elkészültek, de a siker nem maradt el. A "Kokubo Sosho Battle" című számot, Tobin, egy régebbi zenéjéből, a "Cougar Merkin"-ből kreálta, ami a "Verbal" címet viselő szólólemezén található.
2005 márciusában, kiadásra került a játék mellé egy DVD verzió, ami a bónuszokat tartalmazza. Az összes szám 5.1-es kikeverést kapott, ezek mellett egy videóklip is készült az "El Cargo" című dalnak, és egy bónusz dal, ("Stolen"), ami a játék harmadik pályájának zenéje. - A játékban lévő videók zenéjét Jesper Kyd készítette.

## A dalok listája
1. "The Lighthouse" - 5:05
2. "Ruthless" - 5:15
3. "Theme from Battery" - 4:26
4. "Kokubo Sosho Stealth" - 3:25
5. "El Cargo" - 4:23
6. "Displaced" - 6:58
7. "Ruthless (Reprise)" - 4:26
8. "Kokubo Sosho Battle" - 4:16
9. "Hokkaido" - 3:00
10. "The Clean Up" - 7:00
11. "Stolen" - 2:47 (Bónusz dal)

## Fordítás
- Ez a szócikk részben vagy egészben  a   Chaos Theory – Splinter Cell 3 Soundtrack című angol Wikipédia-szócikk fordításán alapul.  Az eredeti cikk szerkesztőit annak laptörténete sorolja fel. Ez a jelzés csupán a megfogalmazás eredetét és a szerzői jogokat jelzi, nem szolgál a cikkben szereplő információk forrásmegjelöléseként.